# Мичурин (фильм)
«Мичу́рин» (другое название «Жизнь в цвету») — советский художественный фильм, поставленный режиссёром Александром Довженко об учёном Мичурине.

## Сюжет
Фильм о жизни русского биолога-селекционера Ивана Мичурина.
1912 год. Отклонив предложения американцев работать за границей, Мичурин продолжает свои исследования в Российской империи, несмотря на то, что его идеи не воспринимаются царским правительством, церковью и идеалистической наукой. Мичурина поддерживают видные учёные страны, и он продолжает упорно работать. После Октябрьской революции мичуринский сад в городе Козлове (родине биолога) становится большим государственным питомником.

## В ролях
- Григорий Белов — Мичурин
- Владимир Соловьёв — Калинин
- Александра Васильева — Александра Мичурина
- Николай Шамин — Терентий
- Фёдор Григорьев — Карташов
- Михаил Жаров — Хренов
- Константин Нассонов — отец Христофор
- Алексей Жильцов — Быков
- Иван Назаров — Фёдор Кузьмич Буренкин, почтальон
- Виктор Хохряков — Рябов
- Дмитрий Дубов — Синицын
- Геннадий Печников — Лесницкий
- Владимир Исаев — Майер
- Сергей Ценин — Берд
- Юрий Любимов — переводчик
- Иван Каширин — крестьянин

В титрах не указаны:
- Сергей Бондарчук — селекционер
- Александр Смирнов — селекционер
- Павел Гайдебуров — академик Василий Васильевич Пашкевич
- Алексей Консовский — гость Пашкевича
- Клара Лучко — гостья Пашкевича
- Наталья Садовская — Александра Мичурина в молодости
- Евгений Гуров — гость Быкова
- Пётр Савин — член ревкома
- Николай Хрящиков — член ревкома
- Александр Пелевин — первый учёный
- Антонина Максимова — художница
- Сергей Антимонов[1][2]
- Виктор Родионов — студент-практикант

## Съёмочная группа
- Автор сценария и режиссёр: Александр Довженко
- Операторы: Леонид Косматов, Юлий Кун
- Художники: Михаил Богданов, Геннадий Мясников
- Композитор: Дмитрий Шостакович

## Производство
Фильм снимался в городах Кунцево и Мичуринск.
Отдельные сцены фильма снимались в подмосковной деревне Шипилово.